# Stiel-Eichen am Steinkreuz
Die Stiel-Eichen am Steinkreuz sind ein Naturdenkmal (ND 74) in Weißig im Schönfelder Hochland im Osten Dresdens.

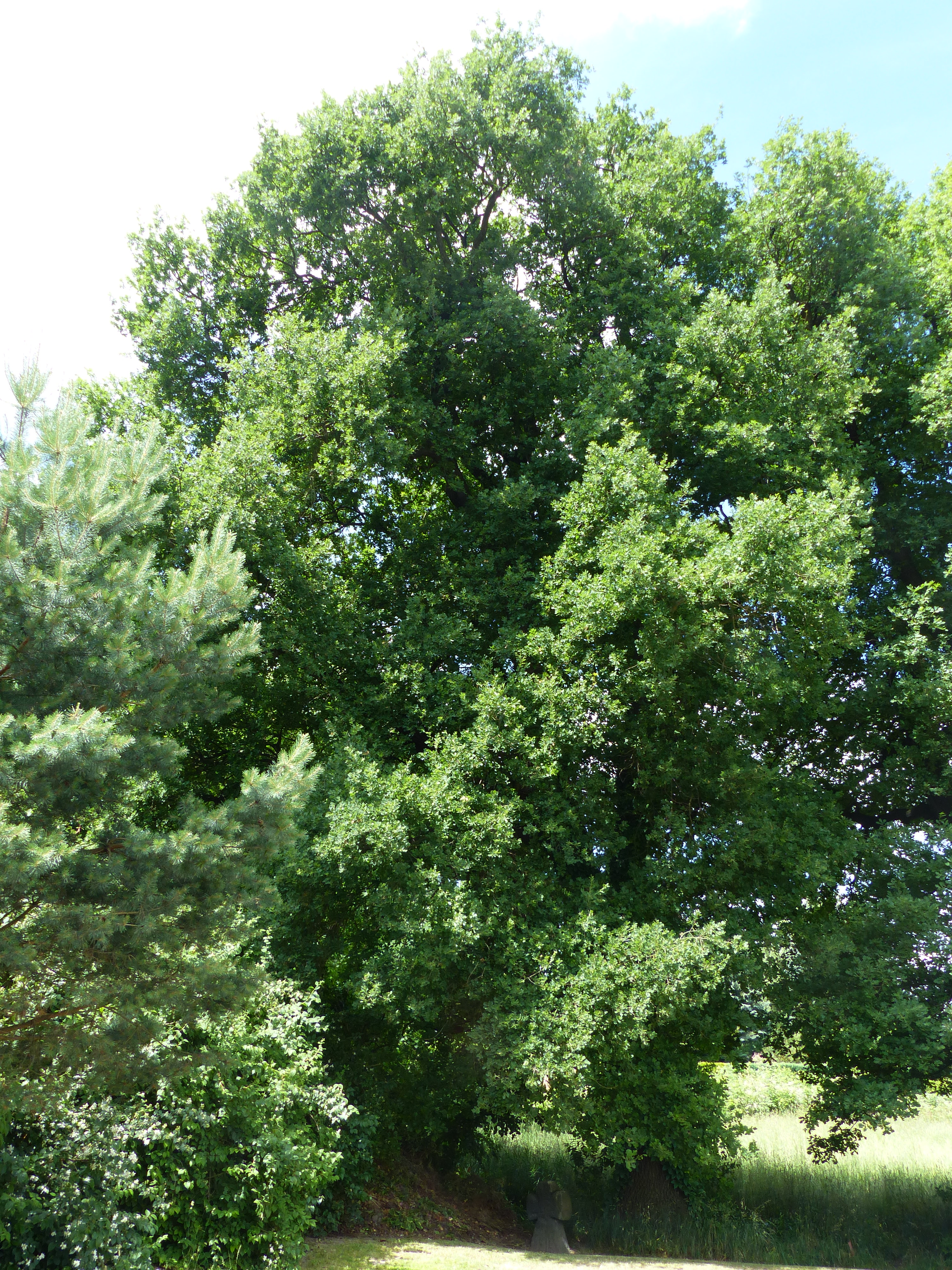
Die beiden Stiel-Eichen mit dem Steinkreuz

Mit einer Höhe von etwa 18 Metern, einem Kronendurchmesser von etwa 25 Metern sowie Stammumfängen von 3,25 und 3,55 Metern sind die beiden Stiel-Eichen nördlich der Bautzner Landstraße, an der Einmündung der Heinrich-Lange-Straße, eine Landmarke am westlichen Ortsrand von Weißig. Ein jüngerer markanter Baum im Ort ist die etwa 500 Meter weiter östlich stehende, 1898 gepflanzte Alberteiche.

## Geschichte
Die Abteilung für Landwirtschaft im Kreis Dresden hatte in der zweiten Hälfte der 1950er Jahre eine Liste von schützenswerten Naturobjekten erarbeitet. Am 23. Januar 1958 beschloss der Rat des Kreises Dresden, der Registrierung der vorgeschlagenen Objekte zuzustimmen. Aus der Gemeinde Weißig wurden zwei Objekte zu je zwei Bäumen unter Schutz gestellt, einmal die westlich der Ortslage stehenden beiden Stiel-Eichen gegenüber dem ehemaligen Bahnhof – die Bahnstrecke Dürrröhrsdorf–Weißig war 1951 stillgelegt worden – und zwei Linden. Der Schutz dieser Linden ist nicht mehr vorhanden oder nicht mehr bekannt.
Der Zustand der Eichen wird als kritisch bewertet, weil das westlich angrenzende Feld bis dicht an die Eichen gepflügt wird und östlich in den Kronen- bzw. Wurzelbereich Garagen gebaut und der Vorplatz versiegelt wurden. Das Landesmuseum für Vorgeschichte Dresden hatte bereits 1972 den Eigentümer auf den Schutzstatus der Bäume und des davor stehenden Steinkreuzes hingewiesen. Letzteres steht dort nicht original, sondern ist mehrfach umgesetzt worden.
In Weißig sind weiterhin 1982 der Hutberg mit Steinbruch und folgend die Kleinteiche am Prießnitz-Oberlauf unter Schutz gestellt worden.